# Sciara quadrimaculata
Sciara quadrimaculata är en tvåvingeart som beskrevs av Rubsaamen 1894. Sciara quadrimaculata ingår i släktet Sciara och familjen sorgmyggor.
Artens utbredningsområde är Madagaskar. Inga underarter finns listade i Catalogue of Life.